# Герб Тарту
Герб Тарту (ест. Tartu vapp) — офіційний символ міста Тарту, адміністративного центру мааконду Тартумаа. Затверджений 20 травня 1992 року.

## Опис
У червоному полі срібні міська стіна з воротами посередині та з двома вежами по краях. Вежі мають конічні дахи, увінчані золотими хрестами. У відкритих воротах піднята решітка, під якою срібна 6-променева зірка та прикріплений до стін ланцюг. Між баштами покладені навхрест срібні ключ борідкою вгору та меч із золотим руків’ям додолу.
Відтворення герба допускається в трьох варіантах: повний герб зі щитом, герб без щита і лаконічний герб у вигляді схрещених ключа і меча.

## Значення
Схрещені над міськими воротами ключ і меч —  символи Тартуського єпископату і святих апостолів Петра й Павла, що здавна є захисниками й заступниками міста. 

## Історія
Герб Тарту бере початок від середньовічної міської печатки. Найдавніша печатка міста відома з документів за 1262 рік. На ній зображена міська стіна з двома вежами і відкритими воротами, а також покладені навхрест меч і ключ. Вважається, що ці символи виникли під впливом герба міста Риги, на яких була міська брама з вежами та два ключі (як символ Святого Петра). На печатках Тарту з документів 1347—1389 років в отворі воріт з'являється шестипроменева зірка і натягнений ланцюг. Одні дослідники намагалися приписати ці атрибути Діві Марії, інші пояснювали їх використання прагненням відрізнитися від інших міст. Цікаво, що в цей період у гербі Риги в отворі воріт з'являється голова лева.